# گوشیا اندژیویچ
گوشیا اندژیویچ
گوشیا اندژیویچ (به لهستانی: Gosia Andrzejewicz) (زادهٔ ۱۴ ژانویه ۱۹۸۴) (در بیتوم، لهستان) خواننده پاپ اهل لهستان است. او از سال ۲۰۰۴ فعالیت هنری خود را آغاز کرده و تاکنون آهنگ‌های پرفروشی مانند بگذار زندگی کنم (Pozwól żyć)، حرفها (Słowa) و کمی گرما (Trochę ciepła) در لهستان داشته است. دو آلبوم گوشیا اندژیویچ پلاس (Gosia Andrzejewicz Plus) و آینه (Lustro) که هر دو در سال ۲۰۰۶ ارائه شدند، در لهستان عنوان طلایی گرفته‌اند.